# 后夔
后夔（こうき）は、夏王朝の頃に存在したとされる古代中国の人物。『春秋左氏伝』によると楽正の典官であったとされる。
『呉越春秋』越王無余伝によると、禹が四瀆（長江・黄河・済水・淮水のこと）を巡った際に伯益と共にこれを補佐したという。
『春秋左氏伝』によると、有仍氏の玄妻を娶り、二人の間には伯封という息子が生まれたが、后羿によって殺され、夔家の祭祀が絶えたという。
『路史』国名紀によると顓頊の末裔で、巫山に封じられ、熊姓を名乗ったという。しかし、同名の異なる人物である可能性もある。
『春秋左氏伝校本』には「夔舜典楽之君長」とある。舜の時代の「夔」と同一人物ではないだろうが、何かしらの関係があったと考えられていたことがわかる。